# Kraken
Pour les articles homonymes, voir Kraken (homonymie).
Le kraken ([krakɛn] ; transcription « krakenn ») est une créature fantastique issue des légendes scandinaves médiévales. Il s'agit d'un monstre marin de très grande taille et doté de nombreux tentacules.
Dans ses rencontres avec l'homme, le kraken serait capable de saisir la coque d'un navire pour le faire chavirer, le faisant ainsi couler et ses marins sont noyés et parfois dévorés.
Il est très probable que sa légende ait pour origine l'observation de véritables calmars géants dont la longueur a été estimée de 13 à 15 mètres, tentacules compris,. Ces animaux vivent normalement à de grandes profondeurs, mais ont été repérés à la surface et auraient « attaqué » des navires. Il apparait surtout dans la mythologie nordique.

## Légende

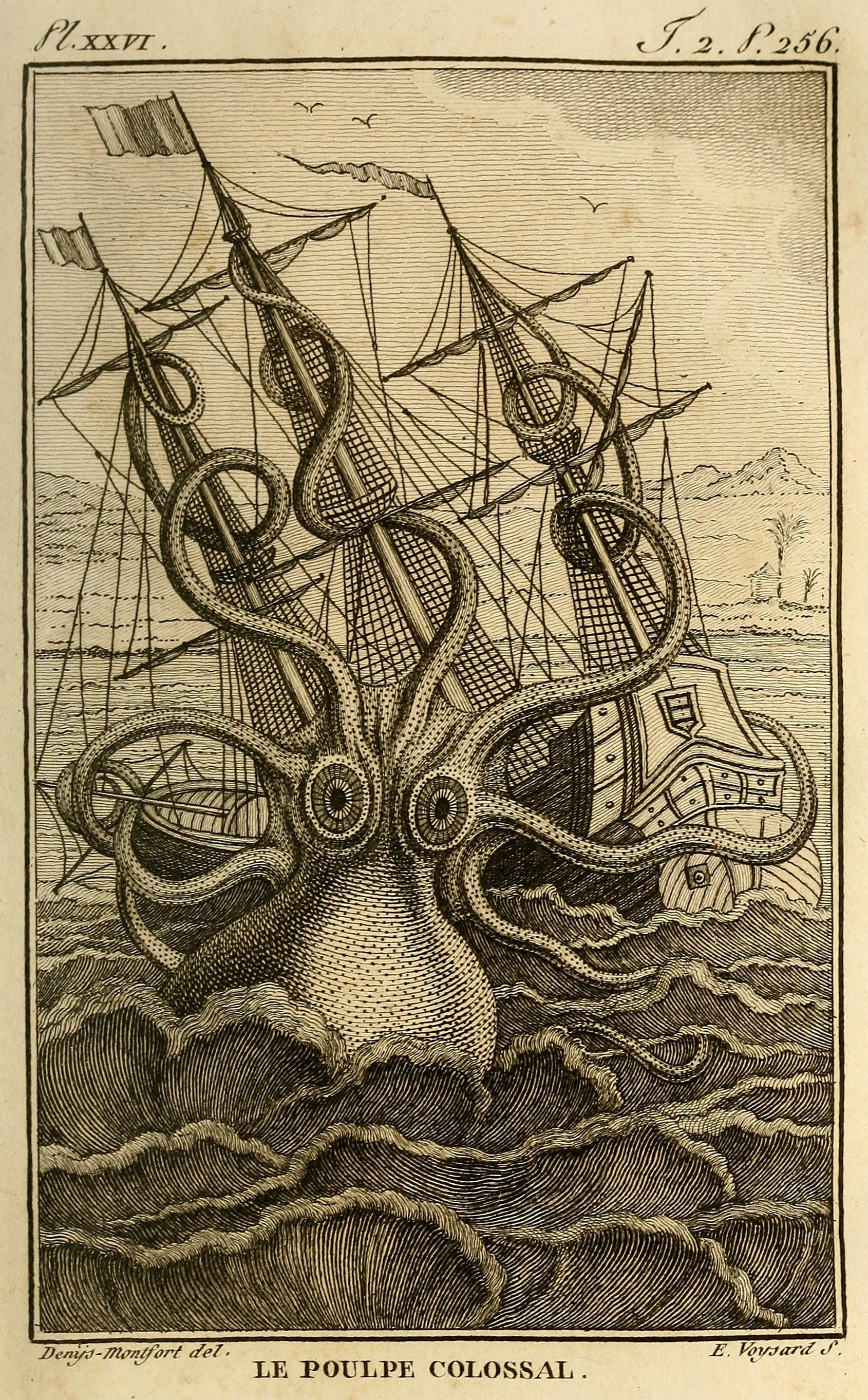
Dans l'obscurité des profondeurs marines, le Kraken surgit soudain, ses tentacules géants enveloppant le navire avec une force implacable. Les marins luttent désespérément alors que la créature colossale émerge, ses yeux luisant d'une lueur malveillante. Le navire est secoué violemment, englouti dans une tempête d'écume, les cris des marins se mêlant au rugissement du monstre marin. La légende de cette rencontre terrifiante hantera les mers pour les générations à venir.

Bien que le nom kraken n'apparaisse jamais dans les sagas scandinaves, cette créature vient de Norvège. Il existe des monstres marins, le Hafgufa et le Lyngbakr, décrits dans l’Örvar-Odds saga (la saga d'Örvar-Oddr (en)) et dans le Konungs skuggsjá, œuvre norvégienne de 1250.
Dans la première édition de son Systema Naturae (1735), Carl von Linné inclut, dans une classification taxonomique des organismes vivants, le kraken comme un céphalopode avec le nom scientifique de Microcosmus mais l'animal est exclu des éditions ultérieures. Le kraken a également été largement décrit par Erik Pontoppidan, évêque de Bergen, dans son Histoire Naturelle de Norvège (Copenhague, 1752-1753).
Les premiers contes, y compris celui de Pontoppidan, décrivent le kraken comme un animal « de la taille d'une île flottante » dont le vrai danger, pour les marins, n'était pas la créature elle-même, mais le tourbillon qu'elle engendrait après sa descente rapide dans l'océan. Toutefois, Pontoppidan décrit également le potentiel destructeur de l'immense bête : « Il est dit que, si elle attrape le plus gros navire de guerre, elle parviendra à le tirer vers le fond de l'océan » (Sjögren, 1980). Le Kraken a toujours été distingué des serpents de mer, également dans les traditions scandinaves (Jörmungand par exemple). L'une des premières descriptions est donnée par le Suédois, Jacob Wallenberg dans son livre Min son på galejan (Mon fils sur la galère) à partir de 1781 :

« … Le kraken est aussi appelé "crabe-poisson" et n'est pas, d'après des pilotes norvégiens, tellement énorme, tête et tentacules comprises. Il n'est pas plus grand que notre Öland (c'est-à-dire moins de 16 km)… Il reste à la mer, constamment entouré par d'innombrables petits poissons qui lui servent de nourriture et qui sont alimentés par celui-ci en retour : pour son repas, si je me souviens bien, écrit E. Pontoppidan, ne dure pas plus de trois mois, et trois autres sont ensuite nécessaires pour le digérer. Ses excréments nourrissent par la suite une armée de poissons, et pour cette raison, les pêcheurs sondent les fonds après son passage… Peu à peu, le kraken monte à la surface, et, quand il est à dix ou douze brasses de celle-ci, les bateaux ont mieux à sortir de son voisinage ou ils devront craindre leur destruction. Telle une île flottante, l'eau jaillissant de ses terribles narines forme des vagues spiralées autour de lui pouvant atteindre un grand nombre de miles. Peut-on douter qu'il s'agisse du Leviathan de Job ? »

— Jacob Wallenberg, Min son på galejan.
Selon Pontoppidan, les pêcheurs norvégiens ont souvent pris le risque d'essayer de pêcher près du kraken car la capture y est bonne. Si un pêcheur a une très bonne prise, ils ont l'habitude de transmettre cette information. Pontoppidan a également affirmé que le monstre est parfois confondu avec une île et que les cartes comportent des îles qui ne sont pas toujours présentes et qui étaient donc en fait le kraken. Pontoppidan a également raconté qu'une fois, un jeune spécimen du monstre est mort et s'est échoué à Alstahaug (Sjögren, Bengt, 1980).
Depuis la fin du XVIIIe siècle, le kraken a été décrit dans un certain nombre d'ouvrages, comme une grande créature ressemblant au poulpe, et il a souvent été affirmé que le kraken de Pontoppidan aurait pu être fondé sur des observations du calmar géant. Toutefois, dans les premières descriptions, la créature se rapproche plus du crabe que du poulpe et, en général, possède des traits qui sont associés aux grandes baleines plutôt qu'au calmar géant.
En 1802, le malacologiste français Pierre Denys de Montfort a reconnu l'existence de deux types de poulpes géants dans son Histoire Naturelle Générale et Particulière des Mollusques, une description encyclopédique des mollusques. Montfort a fait valoir que le premier type, le « kraken-pieuvre », a été décrit par les marins norvégiens et baleiniers américains ainsi que les anciens écrivains comme Pline l'Ancien. En effet, un passage de L'Histoire naturelle du Romain Pline l'Ancien (Ier siècle) narre également le cas d'un monstre marin à tentacules attaquant des réserves de poissons en saumure. La description correspond tout à fait à celle du kraken. Le deuxième type de bien plus grande taille, l'immense poulpe, aurait attaqué un bateau à voile de Saint-Malo, au large de la côte de l'Angola (voir illustration en haut de page).
Montfort a osé la plus sensationnelle des revendications. Il a proposé que dix navires de guerre britanniques qui avaient mystérieusement disparu, une nuit en 1782 devaient avoir été attaqués et coulés par une pieuvre géante. Malheureusement pour Montfort, les Britanniques savaient ce qui était arrivé aux navires (ils avaient été perdus dans un ouragan au large de Terre-Neuve en septembre 1782) et ont démenti la supposition de Montfort. La carrière de Montfort ne s'en est jamais remise et il est mort de faim, pauvre, à Paris vers 1820 (Sjögren, 1980). Pour la défense de Montfort, il convient de noter que beaucoup de sources décrivant le « poulpe-kraken » ont probablement décrit le véritable calmar géant, prouvant son existence en 1857.
En 1830, peut-être conscient du travail de Montfort, Alfred Tennyson a publié un célèbre poème intitulé The Kraken (essentiellement un sonnet irrégulier), qui diffuse l'histoire du Kraken en anglais. Le poème, dans ses trois dernières lignes, porte également des similitudes avec la légende du Léviathan, un monstre marin, qui doit remonter à la surface à la fin des jours.
La description de Tennyson a apparemment influencé Jules Verne qui imaginait l'antre du fameux calmar géant de Vingt mille lieues sous les mers de 1870. Verne fait aussi de nombreuses références au Kraken et à l'évêque Pontoppidan dans ce roman, ainsi que dans l’œuvre postérieure Les Histoires de Jean-Marie Cabidoulin (1901) :

« Et n'a-t-on pas été jusqu'à parler d'un kraken, long d'une demi-lieue, lequel entraînait les bâtiments dans les profonds abîmes de l'Océan! [...] Puis, dix à douze siècles plus tard, l'évêque norvégien Pontopiddan affirma l'existence d'un monstre marin dont les cornes ressemblaient à des mâts armés de vergues, et, lorsque les pêcheurs se croyaient sur de grands fonds, ils les trouvaient à quelques pieds seulement, parce que l'animal flottait sous la quille de leur chaloupe !... »

L'évolution ultérieure de l'image du Kraken remonte au Kraken de la culture populaire.

## Dans la culture populaire

### Littérature

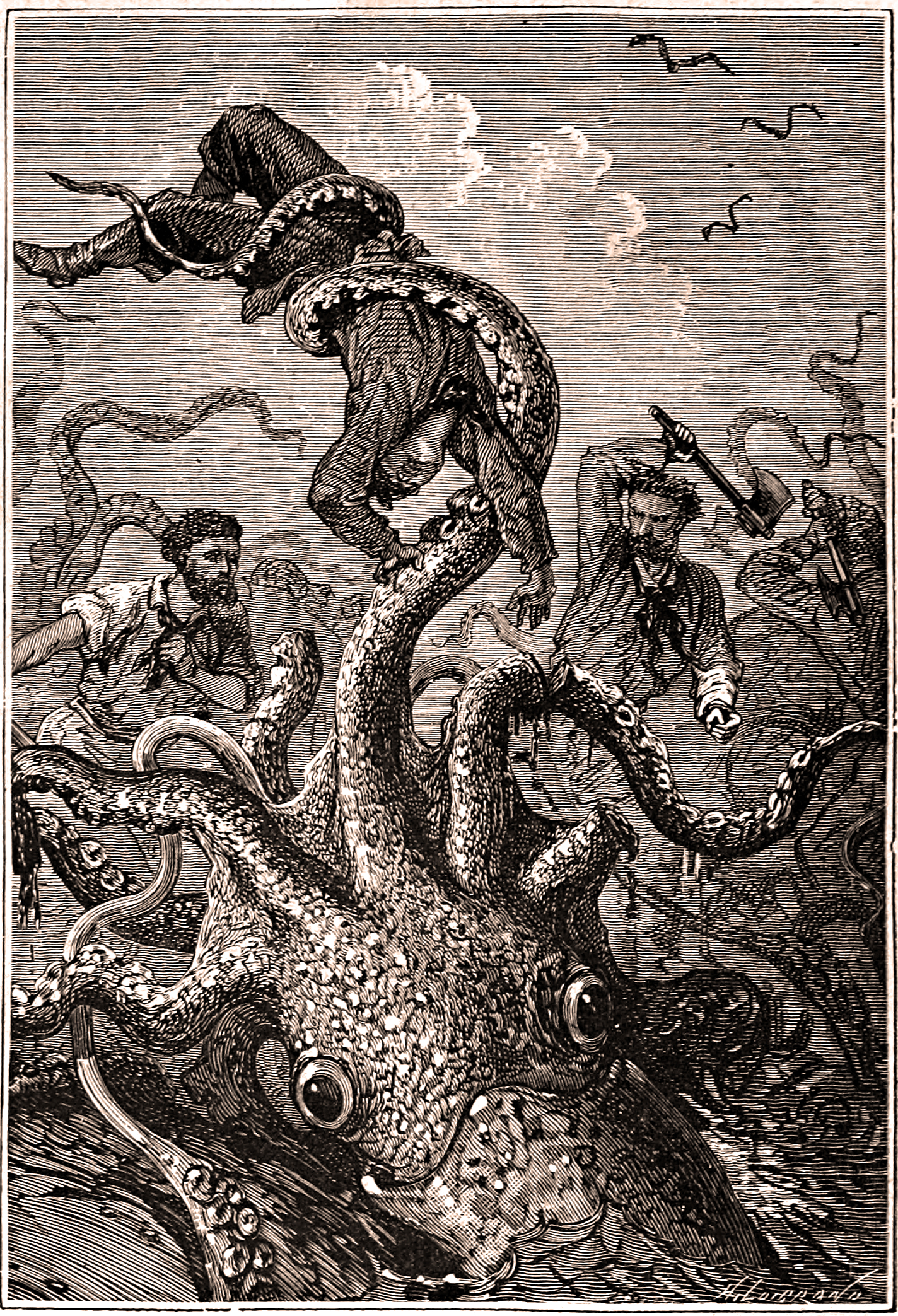
Illustration de l'édition originale (1870) du roman Vingt mille lieues sous les mers de Jules Verne.

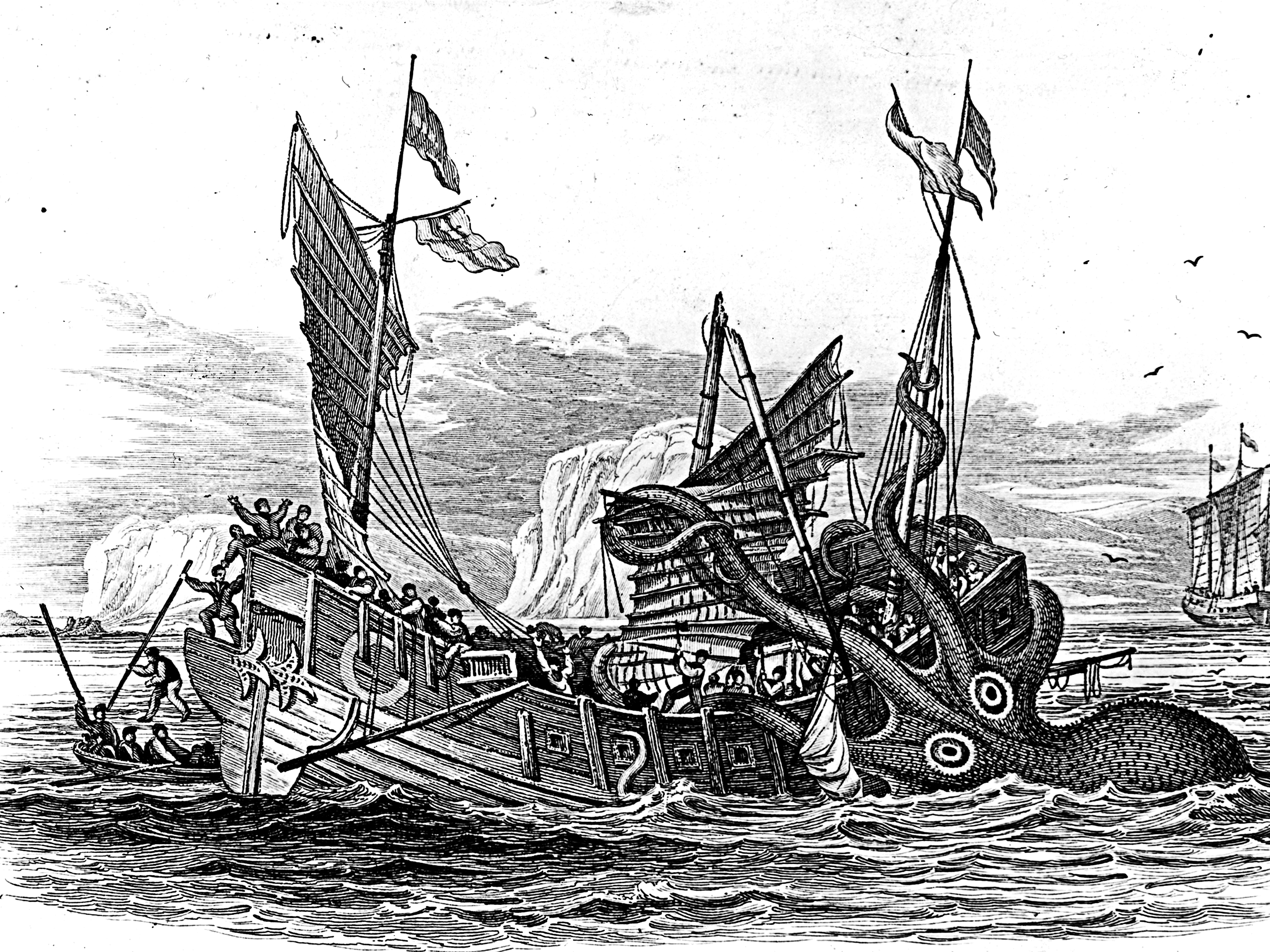
Illustration d'un Kraken attaquant un navire marchand (1810).

De nombreux écrivains ont évoqué ou se sont inspirés du monstre fabuleux dans leur œuvre.
- Dans Vingt mille lieues sous les mers (1869–1870) de Jules Verne.
- Dans Les Travailleurs de la Mer, tome II[5] (1892) de Victor Hugo : « Ce monstre est celui que les marins appellent poulpe, que la science appelle céphalopode, et que la légende appelle kraken. »
- Dans Les Histoires de Jean-Marie Cabidoulin (1901) de Jules Verne.
- Dans Les Habitants du mirage (1932) d’Abraham Merritt.
- Dans Le Livre des êtres imaginaires (1957), Jorge Luis Borges écrit, à propos du Kraken : « En 1752, le Danois Éric Pontoppidan, évêque de Bergen, publia une célèbre Histoire naturelle de Norvège, œuvre très accueillante et crédule ; dans ses pages on lit que le dos du kraken a un mille et demi de longueur et que ses bras peuvent étreindre le plus grand navire. Le dos émerge comme une île ; Éric Pontoppidan en arrive à formuler cette règle : "Les îles flottantes sont toujours des Krakens". »
- Dans The Kraken Wakes (en)[6] (1953) de John Wyndham (titre français : Le péril vient de la mer). Les Krakens du roman sont des envahisseurs extraterrestres qui coulent méthodiquement les navires de guerre et de commerce britanniques ou américains, puis entreprennent de faire fondre la calotte polaire, provoquant la montée des eaux et la ruine de la civilisation occidentale. Ils seront toutefois défaits par l'ingéniosité d'un savant japonais qui les extermine avec un colossal émetteur d'ultrasons. Le roman n'a pas été adapté au cinéma, mais a connu plusieurs adaptations radiophoniques à la BBC.
- Dans Le Seigneur des anneaux (1954) de J. R. R. Tolkien, une créature proche, le Guetteur de l'Eau, garde l'entrée des mines de la Moria.
- Dans Un monde d'azur (1966) de Jack Vance, des hommes naufragés sur une planète isolée sans métal entretiennent un culte au Roi Kragen, le plus gros des kraken, en le nourrissant, puis se révoltent pour lutter contre les krakens et leurs déprédations.
- Dans La Huitième Couleur (1983) de Terry Pratchett, un kraken apparaît dans la mer près du Bord.
- Dans le cycle du Trône de fer (1996) de George R. R. Martin, le kraken est l'emblème de la Maison Greyjoy. Dans la traduction française, le terme est traduit par « seiche ». On trouve aussi une allusion au kraken dans le livre A Storm of Swords issu du même cycle, où il est dit que certains dragons seraient assez grands pour attaquer des krakens.
- Dans Ilium (2003) de Dan Simmons, des krakens peuplent la lune Europe de Jupiter, où habite Mahnmut.
- Dans l'univers de Harry Potter (1998) de J. K. Rowling, l'auteur fait une référence au kraken en mentionnant la présence d'un calmar géant dans le lac Noir qui borde l'école Poudlard : loin d'être agressive, la créature repêche un élève tombé de sa barque.
- Dans À la poursuite du Kraken (2008) d'Alexandre Moix, premier tome de la série Les Cryptides.
- Dans Le Paradoxe du temps (2008) d'Eoin Colfer, les krakens seraient des créatures totalement inoffensives.
- Dans Pirates (2009) de Michael Crichton, le navire commandé par le pirate Hunter se fait attaquer par un kraken lors de la traversée de la Boca del Dragon.
- Dans La douane volante (2010) de François Place, le jeune Gwen est confronté à deux reprises au légendaire Kraken.
- Dans Le Sorceleur, il est dit que les sirènes pourraient peut-être contrôler les krakens.

### Cinéma
- Dans le film Le Choc des Titans (1981) de Desmond Davis, le kraken est le monstre à qui est sacrifiée Andromède, ainsi que dans le remake du film (2010) de Louis Leterrier, dans lequel il est décrit comme étant un monstre créé et dirigé par Hadès.
- Dans Un cri dans l'océan (1998) de Stephen Sommers, le kraken est le monstre attaquant le bateau.
- Dans Le Seigneur des anneaux : La Communauté de l'anneau (2001) de Peter Jackson, le Guetteur de l'Eau apparaît.
- Dans Les Énigmes de l'Atlantide (2003), des studios Disney, le kraken attaque un navire.
- Dans Pirates des Caraïbes : Le Secret du coffre maudit (2006) de Gore Verbinski. Le Kraken poursuit Jack Sparrow après que Davy Jones a posé la marque noire sur lui. C'est une créature libre, puisqu'on le voit s'attaquer à des navires qui n'ont jamais croisé le chemin du Hollandais Volant (le vaisseau de Davy Jones). Cette référence s'inspire d'un article du Times qui, en 1874, prétendit que la goélette Pearl eût été coulée par ce monstre.
- Dans La Grande Barrière des Frayeurs (2016), film d'animation tiré de la franchise de poupées Monster High.
- Dans La Tour 2 contrôle infernale (2016) d'Éric Judor, le personnage d'Éric Judor porte le nom de Ernest Krakenkrick (qui se prononce avec un « krick » muet). Il devient donc le Kraken.
- Dans Hôtel Transylvanie 3 (2018) de Genndy Tartakovsky, le professeur Van Helsing fait apparaître le Kraken afin d'anéantir les monstres qu'il tente de chasser.
- Dans Ruby, l'ado Kraken (2023), l'héroïne éponyme est une Kraken qui découvre qu'elle est une princesse et la protectrice des océans.

### Télévision
- Dans la série Les Mystères de l'Ouest (saison 4, épisode « The night of the kraken » ; « La nuit des monstres marins »).
- Dans la série The Big Bang Theory (saison 7 épisode 1), le kraken fait une brève apparition.
- Dans la série Once Upon a Time (saison 6, épisode 6).
- Dans la série Game of Thrones, l'emblème de la Maison Greyjoy est un Kraken.

### Bande dessinée et manga
- Dans la série de bande dessinée Kraken (en) (1983) de Jordi Bernet et Antonio Segura, publiée dans un album (2012)[7], un monstre mystérieux hante les égouts de New York.
- Dans la série de manga Saint Seiya (1986-1990), Hyoga, le chevalier de bronze du Cygne doit affronter Issac, l'un des sept Généraux des Mers de Poséidon. Ce dernier représente le Kraken.
- Dans la série One Piece (1997), l'équipage au chapeau de paille rencontre le Kraken lorsqu'ils sont en direction pour l'ile des Hommes poisson.
- Dans la série des Chroniques de la Lune Noire (tome 11, Ave Tenebrae, 2003), le Kraken est un monstre combattu par Wismerhill et par Ghorghor Bey dans la série Les Arcanes de la Lune Noire (2001-2017).
- Dans la série Rosario+Vampire (2004-2007), l'un des professeurs qui tente d'abuser la femme des neiges (Yuki-onna) Mizore Shirayuki est un kraken.
- Dans la série Umbrella Academy (2007-2008) de Gerard Way, Kraken est le nom d'un des personnages.
- Dans la série animée Blue Exorcist (2011), à l'épisode 11.
- Dans l'univers DC Comics, le super-héros Aquaman, qui a le pouvoir de communiquer avec les créatures marines, réveille à plusieurs reprises le Kraken.

### Jeux vidéo
Le kraken apparaît également dans de nombreux jeux vidéo.
- Dans Les Sims 3 : Île de Rêve, le Kraken apparaît de temps à autre dans l'océan. Lorsque les Sims voyagent en bateau, ils courent le risque d'être attaqués par le Kraken. Le Kraken peut couler les bateaux (sauf les bateaux « habitables » qui, eux, ne peuvent pas couler).
- Dans World of Warcraft, le kraken est un monstre à tuer en Norfendre au cours de quêtes journalières du Tournoi d'Argent.
- Dans Shining Force II, le kraken est un boss à tuer.
- Dans Rage, Kraken est un mutant à tentacules qui se trouve dans la dernière arène du « Bash TV ».
- Dans Power Stone, Kraken est un personnage jouable et un des boss.
- Dans Skies of Arcadia Legends, l'un des boss secondaires en mer est un poulpe géant s'apparentant à un kraken.
- Dans Tomb Raider: Underworld, le Kraken est le premier monstre/boss que Lara doit tuer, en Méditerranée.
- Dans Dragon Quest : L'Odyssée du roi maudit, Le Kraken est le second boss à affronter.
- Dans Le Maître de l'Olympe, le Kraken est le monstre lié à Poséidon.
- Dans Minecraft, avec le mod Ore Spawn, c'est un boss qui a, paradoxalement, la capacité de voler.
- Dans God of War II, Kratos doit tuer le Kraken, avant de se rendre dans la demeure des sœurs du destin.
- Dans Final Fantasy, Kraken est un boss apparaissant dans le temple sous-marin (« The underwater temple »). Dans Final Fantasy XI, le Kraken est une famille entière de monstres comprenant différentes espèces et plusieurs boss.
- Dans le Golden Sun, Kraken est le neuvième boss. Il apparaît sur le bateau menant à Tolbi.
- Dans Indiana Jones et le tombeau de l'empereur, il apparaît comme boss au dernier niveau d'Istanbul.
- Dans Fable, le Kraken est un boss à affronter pour s'échapper de la prison de Bargate.
- Dans Guild Wars, le Kraken est un boss de fin de mission coopérative.
- Dans Age of Mythology, le kraken est une créature mythique aquatique accordé par Njord, capable de couler les navires instantanément.
- Dans Muramasa: The Demon Blade, le kraken est l'un des boss.
- Dans Rappelz, le kraken est l'un des boss.
- Dans Kid Icarus: Uprising sur 3DS, un des boss est un kraken galactique.
- Dans Lego Pirates des Caraïbes, le jeu vidéo, il est le second boss dans le coffre maudit, comme le film.
- Dans Assassin's Creed II, le kraken fait une brève apparition dans la Santa Maria.
- Dans Pokémon, le nom français du  Kravarech est un mot-valise formé à partir de « Kraken » et « varech ».
- Dans Super Mario Galaxy (premier opus), le boss Poulpoboss est un poulpe géant inspiré du Kraken, qui vit dans la lave au lieu de l'eau[réf. nécessaire].
- Dans Sly 3, le Kraken, rebaptisé « Kalmeur », apparaît durant le 5e épisode.
- Dans SMITE, le Kraken est le sort ultime du dieu Poséidon.
- Dans Counter-Strike: Global Offensive, Kraken est le nom d'un fusil à pompe : le Sawed-Off | Kraken. On peut y voir l'image du Kraken.
- Dans EarthBound, un Kraken attaque les héros alors qu'ils se rendent à Scaraba. Mais il est symbolisé par un dragon plus que par une pieuvre.

- Dans Kerbal Space Program, le Kraken est un nom donné à un easter egg.
- Dans NetHack, le kraken est le plus gros des monstres aquatiques.
- Dans League of Legends, le personnage Illaoi est la prêtresse du Kraken.
- Dans Splatoon, une attaque spéciale nommée « Kraken » permet de se transformer en Kraken.
- Dans Hitman, Code 47 peut réveiller le Kraken en tirant sur les cloches d'un navire situé au large de Sapienza.
- Dans Sword Art Online Extra Edition.
- Dans Gears of War 2, un genre de kraken ou Léviathan apparaît comme un boss à abattre lors de la deuxième descente de l'escouade delta dans les entrailles.
- Dans Sea of Thieves, les joueurs peuvent se faire attaquer par les tentacules du Kraken qui, s'il n'est pas battu à temps, coule leur navire.
- Dans Plunder Pirates (en), le Kraken est une créature mystique à attaquer sur la carte pour obtenir des récompenses.
- Dans Forge of Empires, le Kraken est un grand monument qui donne des bonus d'attaque.
- Dans Hand of Fate 2, le joueur affronte le Kraken, un des mini-boss du jeu.
- Dans Call of Duty: Ghosts, un cryptide géant appelé Kraken est combattu dans la mission "Mayday" du mode Extinction.
- Dans Star Citizen, le Kraken est un vaisseau d'une longueur de 270 m de la marque Drake Interplanetary.
- Dans MapleStory, le Kraken nommé, Capitaine Darkgoo, se trouve à Shady Beach (Plage Ombragée) aux confins de Gold Beach (Plage d'or). Quand Dargoo meurt, un joueur incarné un personnage peut, s'il souhaite, ramasser le (Kraken Tentacle) puis le vend pour 252 mesos (argent du jeu).
- Dans The Witcher, le zeugle, une sorte de petit kraken des égouts est combattu dans l'épilogue en tant que boss.
- Dans The Witcher 2: Assassins of Kings, une quête dans l'acte 1 consiste a chasser le keyran, un monstre dérivé du Kraken qui peut également se mouvoir sur terre.
- Dans Divinity: Original Sin II, un calamar géant attaque un port.
- Dans Legendary, le Kraken est le boss de fin de niveau d'une des dernières missions de la campagne.
- Dans Dofus, Le Kralamoure Geant est le boss du dernier donjon de l'île d'Otomaï.
- Dans Return of the Obra Dinn , un kraken géant attaque le bateau et l'équipage de l'Obra Dinn provoquant plusieurs victimes que le joueur doit retrouver.
- Dans Dark Age of Camelot, il est possible d'affronter le Kraken dans l'extension Trials of Atlantis.
- Dans Bayonetta 3, Kraken est un démon allié et adversaire du personnage principal. Il conserve sa forme de céphalopode géant, mais sa tête peut s'ouvrir telle une immense mâchoire. Il est dit qu'il vit dans le marais du Styx.
- Dans Sniper Elite 5, le terme "Kraken" est utilisé dans le nom "Opération Kraken", vaste opération militaire menée conjointement par l’Allemagne et le Japon, ayant pour but le bombardement de la côte Est des États-Unis par une flotte de U-boots, équipés de plaques anti sonar et armés de missiles V2.

### Jeux de cartes
- Dans Magic : l'assemblée, il existe plusieurs cartes de créature de type kraken.
- Dans Yu-Gi-Oh! Jeu de cartes à jouer, plusieurs cartes font référence au kraken.
- Dans Oriflamme, jeu de cartes français dont l’illustration est très inspirée de Games of Throne, une des couleurs (la noire) est illustrée par le kraken.

### Jeux de rôle
- Dans l'univers de campagne des Royaumes oubliés de Donjons et Dragons, la Société du Kraken est une organisation criminelle dirigée par un kraken ambitieux (présent notamment dans la campagne de 5e édition "Storm King's Thunder").

### Jeux de société
- Dans Novembre Rouge (2008), un jeu de société de Bruno Faidutti et Jef Gontier, le Kraken est une des catastrophes qui menacent le sous-marin Gnome[8]..
- Dans Kraken  Attack ! (2020), un jeu de société dans lequel quatre joueurs s'unissent pour combattre le kraken ou c'est leur navire qui va être dévoré par lui[9].

### Divers
- Kraken est le nom de gigantesques montagnes russes au parc SeaWorld Orlando, en Floride aux États-Unis.
- « The Kraken Rum » est une marque commerciale de rhum ambré épicé (rhum arrangé) et a pour effigie une pieuvre géante[10].
- Le Kraken botnet (en) est le nom d'un botnet responsable de l'infestation de millions d'ordinateurs.
- Les Kraken de Seattle est le nom d'une franchise qui évolue dans la Ligue nationale de hockey à partir de la saison 2021-2022.
- Le Kraken est un navire de l'ONG Wings of the Ocean.
- La souche Kraken est un variant Omicron du SARS-CoV-2, qui est connu aussi comme XBB.1.5 dans la dénomination médicale. Depuis 2022, on emploie des noms de monstres dans la mythologie, pour certains sous-variants qui n'ont pas de dénomination officielle en alphabet grec[11],[12].

#### Ouvrages
- Erik Pontoppidan, The natural history of Norway, Linde, Londres, 1755.
- Jorge Luis Borges, Le Livre des êtres imaginaires, 1957.
- Bernard Heuvelmans, Dans le sillage des monstres marins, Plon, 1958.
- Peter Terrell et al (Eds.), German Unabridged Dictionary, 4e édition, Harper Collins, 1999.  (ISBN 0-06-270235-1)
- Frank Lane, Kingdom of the octopus, Sheridan House, 2000.

#### Articles de presse
- Xabier Armendáriz, « Kraken : le calamar géant qui fit trembler les mers », Histoire & civilisations no 45, décembre 2018.